# 曙暮光

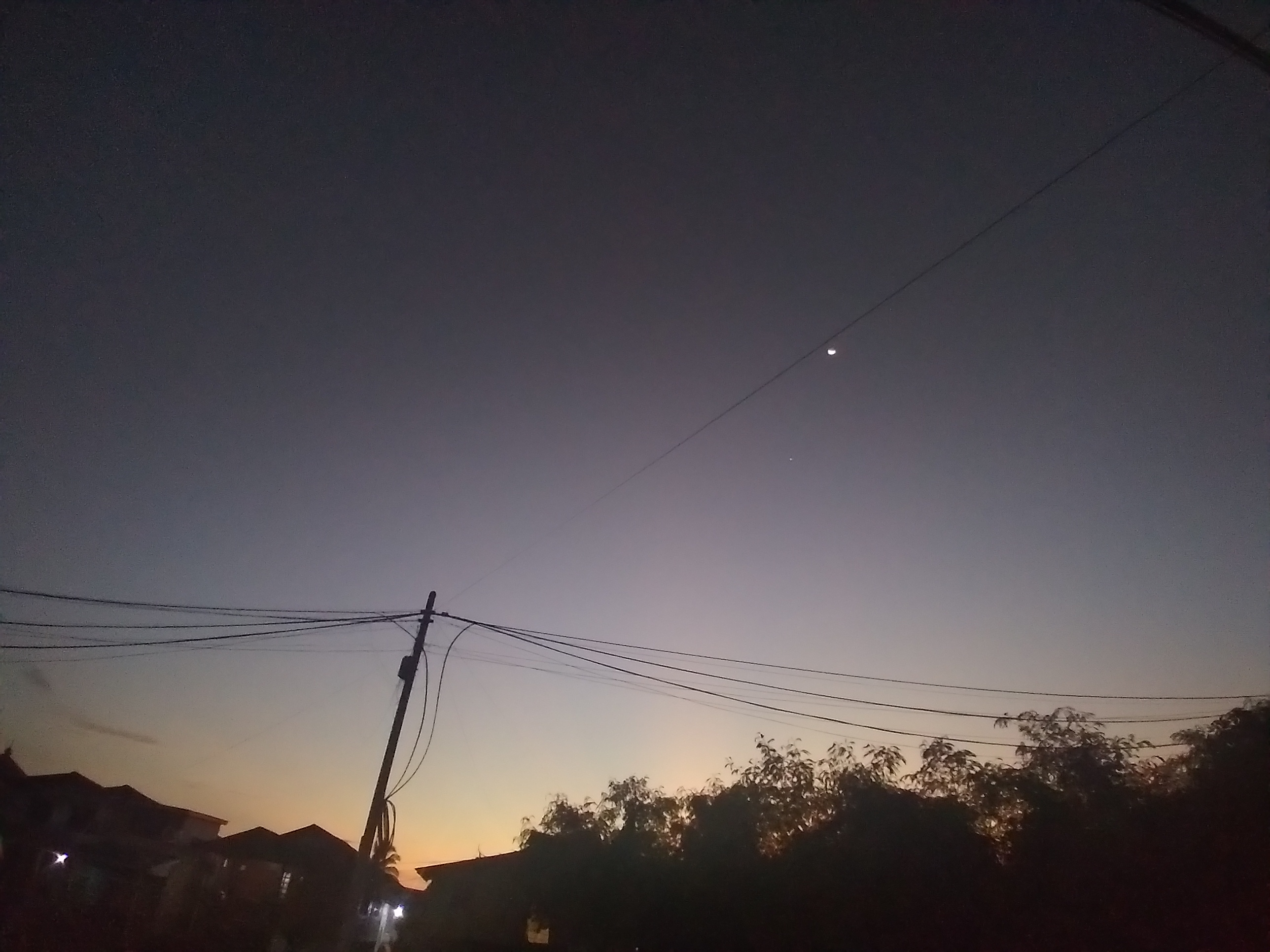
農村地區的曙暮光，可見月亮的陰暗面，地球影子和霞光

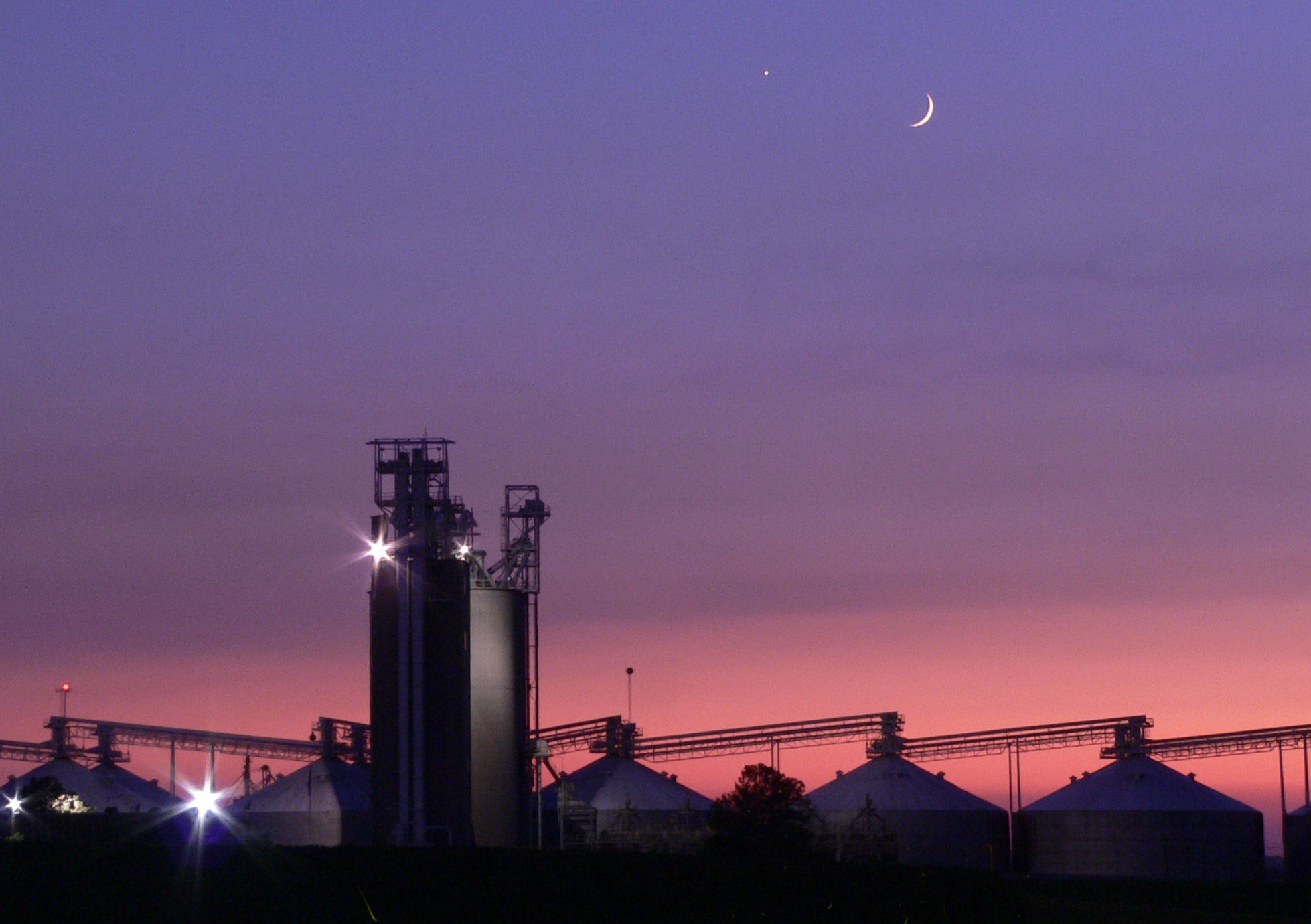
在美國中西部出現的曙暮光，伴隨著眉月和明亮的「昏星」──金星

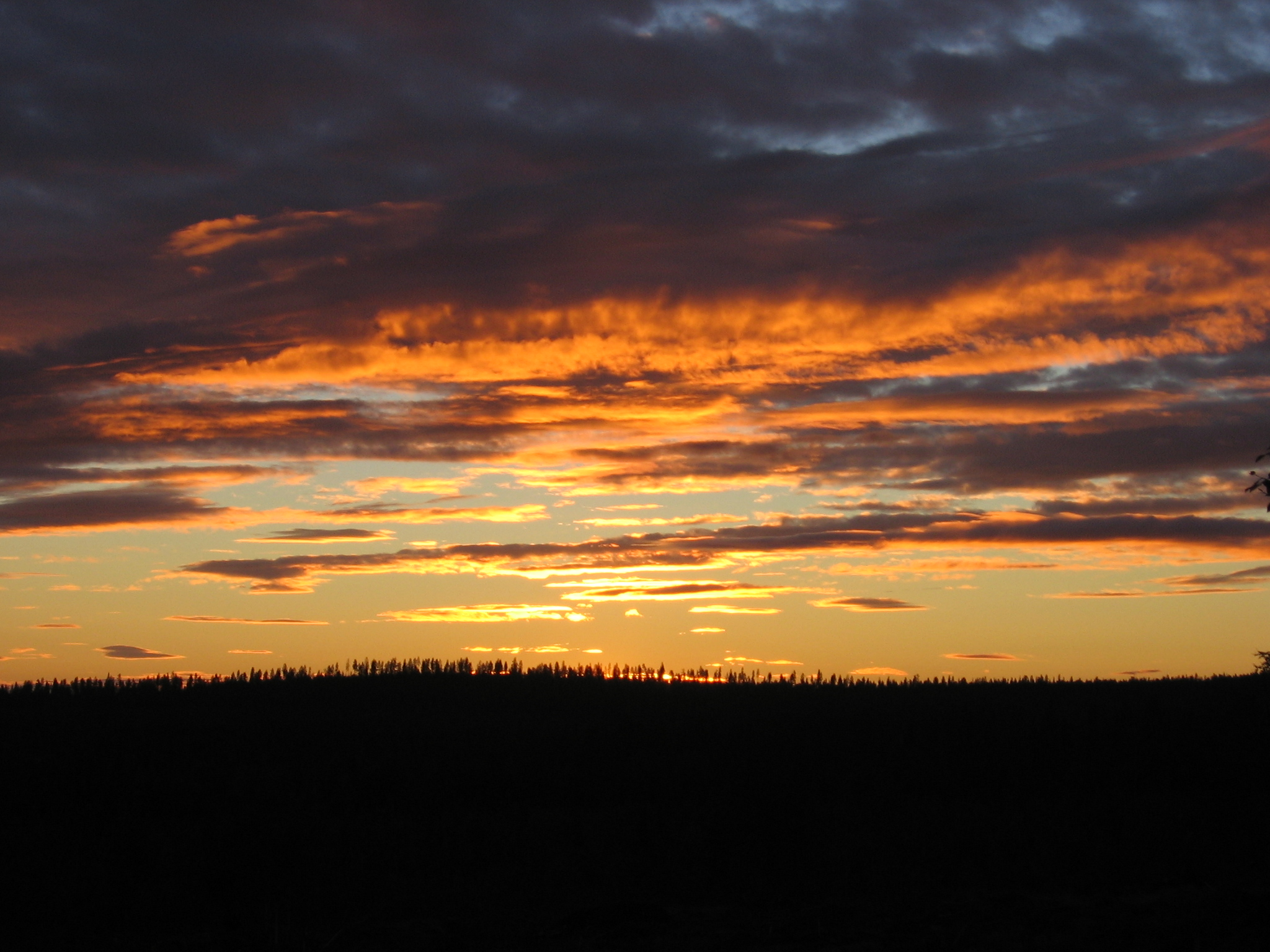
芬蘭拉普蘭在七月的子夜

曙暮光，也称为晨昏蒙影，是在日出之前或日落之後，散射在地球大氣層的上層，照亮了低層大氣與地球表面的陽光。

## 定義

不同曙暮光的定義

不同种类的曙暮光是依據太阳高度角 {\displaystyle \theta _{\mathrm {s} }}（太阳盘面几何中心与理想地平面之间的夹角，日出之前及日落之后此角度为负值）來定義的，並且有三個被廣泛接受的子項定義：民用曙暮光（最亮）、航海曙暮光、和天文曙暮光（最暗）。
| 定义       | 太阳高度角                                             |
| ---------- | ------------------------------------------------------ |
| 白天       | -0° 50' ≤ {\displaystyle \theta _{\mathrm {s} }}       |
| 民用曙暮光 | -6° ≤ {\displaystyle \theta _{\mathrm {s} }} < -0° 50' |
| 航海曙暮光 | -12° ≤ {\displaystyle \theta _{\mathrm {s} }} < -6°    |
| 天文曙暮光 | -18° ≤ {\displaystyle \theta _{\mathrm {s} }} < -12°   |
| 夜晚       | {\displaystyle \theta _{\mathrm {s} }} < -18°          |

（注意這裡的定義中，地平線指距離天頂90°的理想地平。以下所說的太陽在地平線下的角度是真正的「幾何」角度，也就是說，大氣折射和其他小因素造成的太陽高度的變化沒有被考慮進來。）

### 民用曙暮光

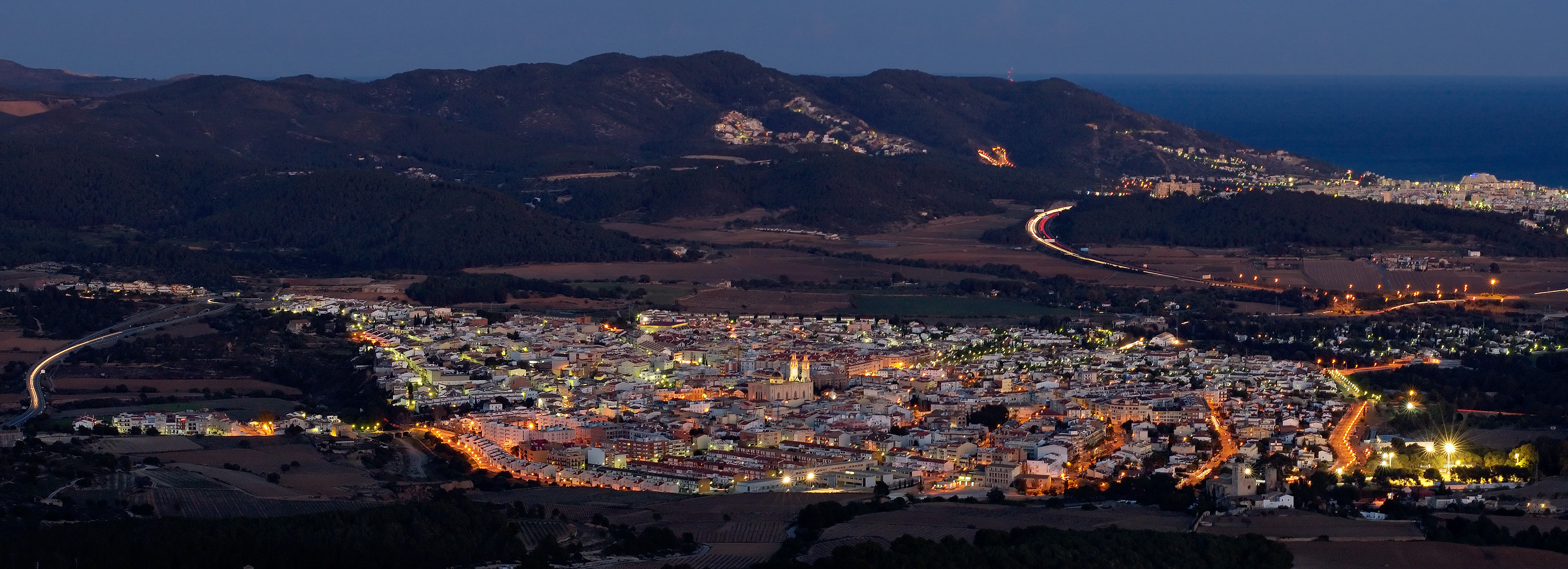
在民用曙暮光的環境下，沒有人造光的照射，地平線與地面的景物依然清晰可見。

在早晨，開始於太陽的中心點在地平線下6°，結束於日出的時刻，也就是一般所說的拂曉及黎明；在黃昏，開始於日落，結束於太陽的中心點在地平線下6°。
最明亮的恆星，包括行星，能在民用曙暮光之中被看見；像金星，很早就稱為「晨星」或「昏星」。在這個時段仍然有足夠的陽光（此時太陽在地平面以下，陽光來自大氣的散射或雲層的反射），所以有許多的活動可以繼續在戶外從事，而不需要人為的光源補助。這個概念也被引用在法律上：在有些國家，汽車駕駛必須開亮車頭燈的時間，或是犯罪行為的搶劫是在白天還是夜晚發生的認定（後者可能是要加重刑責的）。但是法律上所應用的不是太陽在地平線下多少度，而是大約在日出前或日落後30分鐘左右的時段。民用曙暮光也可以被描述為照明充足的極限，在早晨是民用曙暮光始，在黃昏是民用曙暮光終；在良好的天氣狀況下，地球上的景物仍能被清楚的分辨出來，地平線能清楚的看見；在大氣條件良好的情況下，沒有月光或其他的照明時，只有最明亮的星星能被看見。

### 航海曙暮光

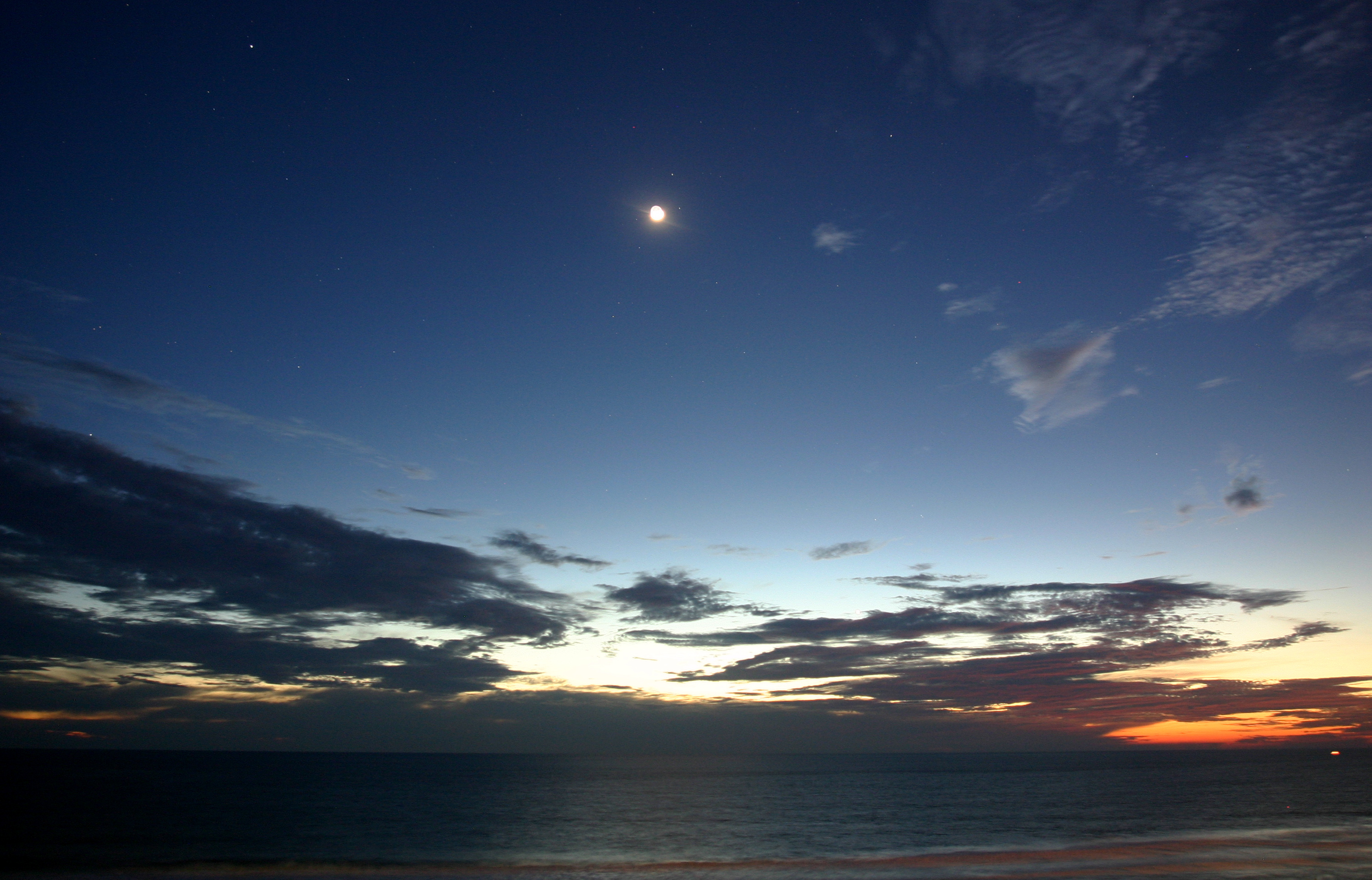
在墨西哥阿卡普尔科的航海曙暮光，可見恆星和地平線。

是當太陽中心的高度在地平線下6°－12°之間的時段。一般來說，在航海曙暮光下，已經不再能利用地平線在海上導航。
這时水手能利用知名的星來確認視域，並以能看見的地平線作為參考。這個週期結束於黃昏，或是開始於黎明；也是在日出點或日落點附近地平線的照明使景物難以辨認的時刻。（通常在日出的黎明是指黎明之前，在日落的黃昏是指黃昏之後）。在開始的時候，在黎明，或是在黃昏，航海曙暮光結束之時，在良好的大氣條件下，沒有其他照明的情況下，地面景物的大概輪廓仍是可以區分出來的，但是精細的戶外活動則已不可能，地平線也已經模糊不清。航海曙暮光有軍事上的考量，英文縮寫的BMNT（Begin Morning Nautical Twilight）和EENT（End Evening Nautical Twilight），在計劃軍事行動時，會被考慮和使用。

### 天文曙暮光

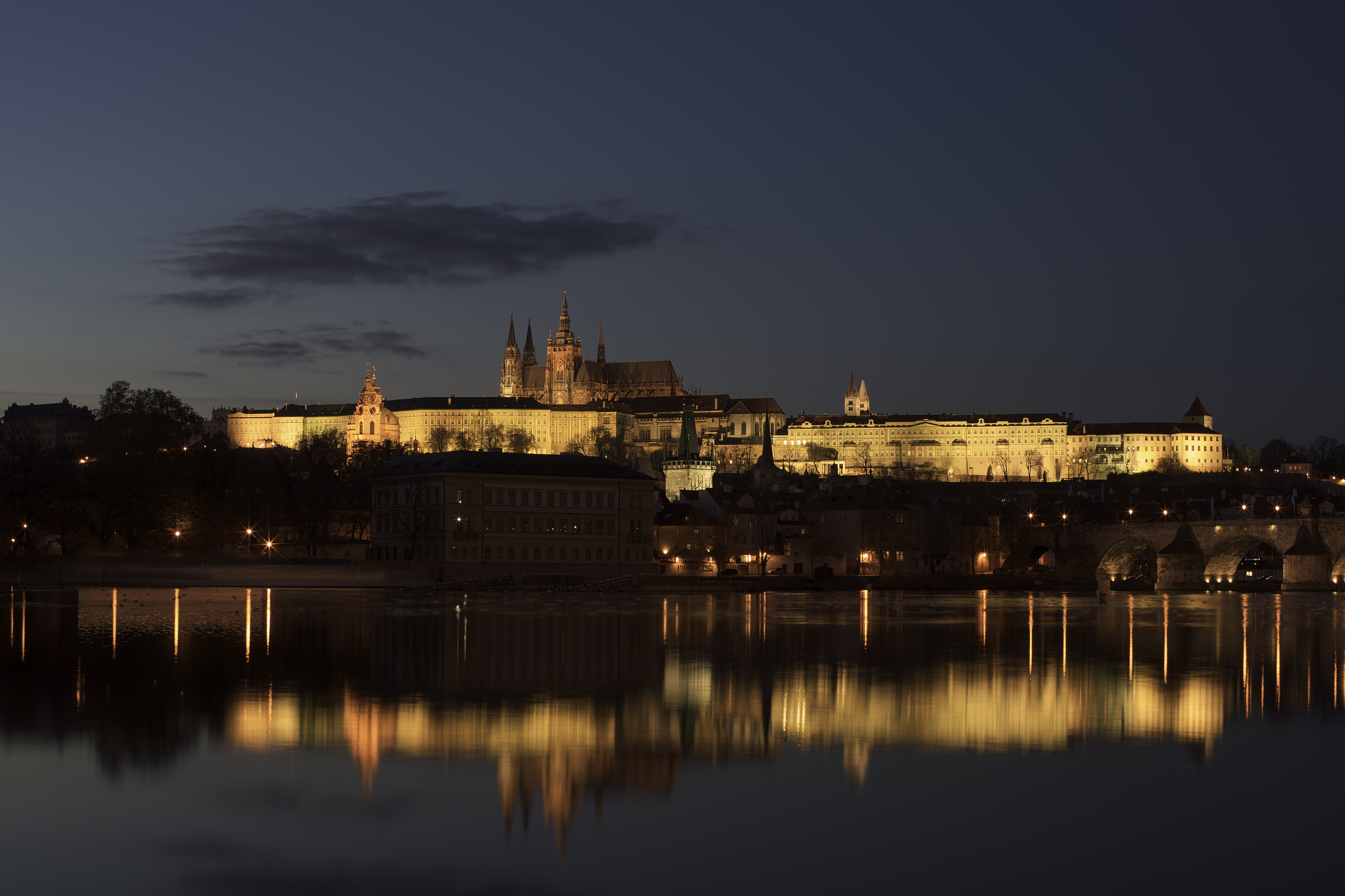
布拉格城的天文曙暮光。

天文曙暮光是當太陽中心的高度在地平線下12°－18°之間，由高層大氣散射進入低層大氣的陽光。通常，天文曙暮光時天空不再被太陽照亮，並且黑暗得使所有肉眼可以看見的天體得以逐一呈現。
多數的臨時觀測人員都會考慮天空充分黑暗的天文曙暮光的極限，同時天文學家可以輕鬆的對像恆星這樣的點光源進行觀測，但是像星雲和星系這些黯淡與擴散的目標，只有等到天文曙暮光達到極限之後，天空完全黑暗了才能觀測。
在觀念上，肉眼能看到的最暗星視星等是6等，要等到太陽在地平線下18°以後才能看見，而在凌晨當太陽在地平線下18°以內時就會消失不見。但是因為光污染的緣故，在有些地區──特別是大城市──可能連4等星都沒有機會看見，在任何時間都不用提曙暮光了。

## 持續時間
在極圈內，夏天會出現24小時的白天，曙暮光也會持續達一個星期以上（在極區的春天和秋天）。在極圈之外的高緯度地區，雖然沒有24小時的白晝，但曙暮光可以從日落持續到日出，這種現象通常稱為「不眠夜」。大約在北緯或南緯60.5°以上的地區（例如安克雷奇和赫爾辛基），民用曙暮光在仲夏期間會持續整晚；在北緯或南緯54.5°（例如哥本哈根、艾德蒙吞和莫斯科），航海曙暮光在仲夏期間會持續整晚；在遠離極區的北緯或南緯49.0°（例如倫敦、溫哥華、法蘭克福和漠河），天文曙暮光在仲夏期間仍然會有數週的時期會持續整晚。
在日落之後和日出之前的曙暮光持續的時間和觀測者的地理緯度有密切的關聯，在北極和南極的地區，曙暮光至少可以持續數小時（在冬至的前後各一個月在極區沒有曙暮光）；在赤道，日夜轉換間的曙暮光時間只有20分鐘左右，這是因為在低緯度的地區，地球表面的運動幾乎是垂直於觀測者的地平線，因此在赤道附近的地區各種曙暮光都是直接且快速的穿越而過。而當觀測者在靠近北極圈或南極圈的附近時，地球表面的運動是以低角度朝向觀測者的地平線，因此觀測者穿越各種曙暮光區域的時間就會比較長久。在溫帶地區的緯度上，在晝夜平分點與前後的時段，曙暮光的時間較短，在冬至前後的時間稍長，而在春末和夏初的曙暮光時間最長。
在一些污染比较大的城市，曙暮光并不明显，一般日落后十几分钟天就被灯光照住了。

## 在其他的行星
火星的曙暮光比地球長，在日出前或日落後可以持續兩小時以上。飄浮在大氣層中的塵粒會散射陽光至行星的黑夜，在地球上的火山爆發後也可以看見類似的曙暮光。

## 重大意義
早晨的天文曙暮光對回教徒是一天開始的實際時刻，相對的結束則是一般所謂的日落（實際的日落結束），晨禮和昏禮是以進行每日黎明與黃昏的禮拜。曙暮光常出現攝影、繪畫的題材中，對很多攝影師而言是取之不盡的創作來源。

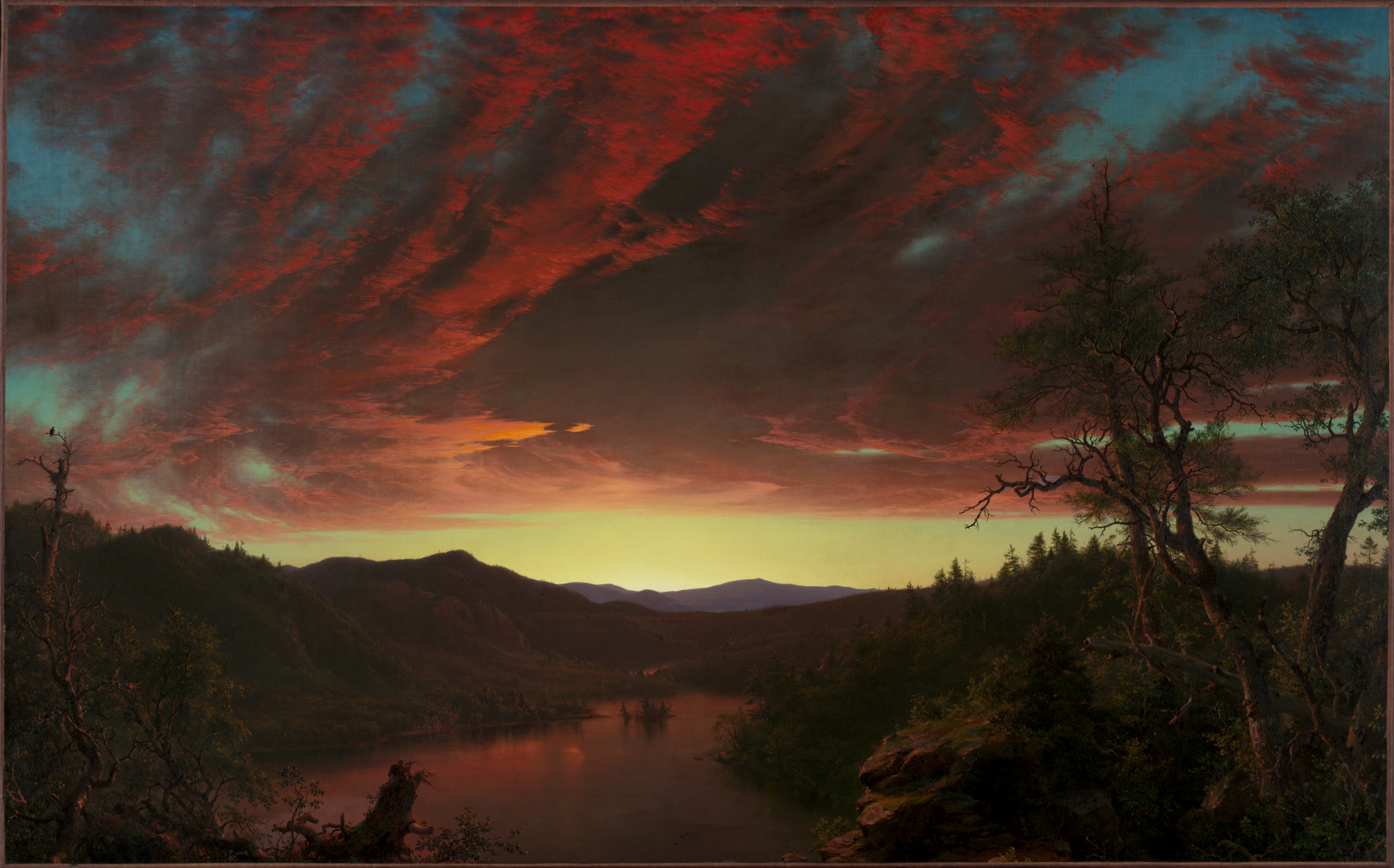
荒野的暮光

## 外部連結
- Definition of Twilight，US Naval Observatory
- Twilight time calculator （页面存档备份，存于）
- Formulae to calculate twilight duration （页面存档备份，存于），by Herbert Glarner